# Bahnhof Großauheim (Kr Hanau)
Der Bahnhof Großauheim (Kr Hanau) ist ein Haltepunkt an der Bahnstrecke Frankfurt Süd–Aschaffenburg und bedient den Hanauer Ortsteil Großauheim.

## Geschichte
Der Haltepunkt entstand im Zuge des Ausbaus der Strecke zwischen Frankfurt und Hanau der Frankfurt-Hanauer Eisenbahn-Gesellschaft, als diese 1854 um 8,9 km bis zur bayerischen Grenze verlängert und an die aus Aschaffenburg kommende Ludwigs-West-Bahn angeschlossen wurde. Ursprünglich ein Bahnhof, wurden die Gleisanlagen zu einem Haltepunkt zurückgebaut, so dass hier lediglich noch die beiden Streckengleise liegen.

## Empfangsgebäude
Das heutige Empfangsgebäude des Bahnhofs Großauheim stammt aus der Zeit um 1870. Es ist ein dreigeschossiger klassizistischer Typenbau, der mit rotem Buntsandstein verkleidet ist. Seine heutige Gestalt erhielt das Gebäude 1916, als die Warteräume verkleinert wurden und auch ein neuer Zugang eingebaut wurde. Angebaut sind zwei Güterschuppen. Das Empfangsgebäude und der südöstliche Güterschuppen aus Backsteinfachwerk aus der Zeit um 1880 sind Kulturdenkmäler nach dem Hessischen Denkmalschutzgesetz. Die Güterschuppen werden heute bahnfremd genutzt und das etwas verwahrloste Empfangsgebäude hat kaum noch Service-Einrichtungen für Reisende.

## Bedeutung
Der Bahnhof Großauheim hat verkehrlich nur geringe Bedeutung. Hier halten zwei Nahverkehrslinien: Die Regionalbahnen der Verbindung Frankfurt (Main) Süd – Aschaffenburg Hbf – Laufach und zwischen Hanau Hbf und Schöllkrippen (Kahlgrundbahn).
| Linie | Verlauf | Takt   | Betreiber       |
| ----- | --- | ------ | --------------- |
| RB 56 | Kahlgrundbahn: Hanau Hbf – Großauheim (Kr Hanau) – Großkrotzenburg – Kahl (Main) – Alzenau – Schöllkrippen Stand: Fahrplanwechsel Dezember 2021 | 60 min | Westfrankenbahn |
| RB 58 | Rüsselsheim Opelwerk – Rüsselsheim – Frankfurt am Main Flughafen Fernbf – Frankfurt (Main) Süd – Frankfurt Ost – Frankfurt-Mainkur – Maintal West – Maintal Ost – Hanau-Wilhelmsbad – Hanau West – Hanau Hbf – Großauheim (Kr Hanau) – Großkrotzenburg – Kahl (Main) – Dettingen (Main) – Rückersbacher Schlucht – Kleinostheim – Aschaffenburg Hbf – Hösbach – Laufach Stand: Fahrplanwechsel Dezember 2021 | 60 min | HLB Hessenbahn  |

Im innerörtlichen Verkehr Hanaus hat er ebenfalls nur geringe Bedeutung, da auch der Hauptbahnhof vom Stadtzentrum weit abgelegen ist. Der Nahverkehr wird von der Bahnbuslinie 566 (Aschaffenburg/Kahl–Hanau) sowie der Hanauer Straßenbahn AG abgewickelt. Letztere bedient mit zwei Buslinien große Teile des Großauheimer Stadtgebietes. Keine der Buslinien fährt den Bahnhof Großauheim direkt an, die jeweiligen Haltestellen liegen einige Straßen entfernt (Bahnhofstrasse Linie 566).
Jedes der beiden Gleise ist mit einem Bahnsteig versehen. Dem Gleis in Richtung Aschaffenburg ist der Hausbahnsteig (Gleis 1) zugeordnet, dem Richtung Hanau führenden Gleis der Mittelbahnsteig (Gleis 2), der für Fahrgäste nur durch Überschreiten des Gleises der Gegenrichtung zugänglich ist.
Städtebaulich ist der Bahnhof ungünstig gelegen. Zur Erbauungszeit lag er in einer Randlage zum damaligen Dorf Großauheim, heute ist er von der Bebauung „eingewachsen“. An beiden Enden der Bahnhofsanlage kreuzen viel befahrene innerörtliche Straßen die ebenfalls viel befahrene Bahnstrecke mit niveaugleichen Bahnübergängen. Eine Lösung dieser unbefriedigenden Situation wurde seit Jahrzehnten immer wieder diskutiert, hat bis heute aber zu keinem Ergebnis geführt.